# Coupe du Golfe des clubs champions 2003
Navigation
Mascate 2002 Koweït 2005
La Coupe du golfe des clubs champions 2003 est la 20e édition de la Coupe du golfe des clubs champions. Organisée à Doha au Qatar, elle regroupe au sein d'une poule unique les champions des pays du Golfe Persique. Les clubs rencontrent une seule fois leurs adversaires.
Cette édition fait également office de groupe éliminatoire pour la Coupe des clubs champions arabes 2003, puisque le vainqueur du tournoi se qualifie pour la phase finale de la compétition.

## Équipes participantes
5 équipes prennent part au tournoi :
- Al Arabi Koweit - Champion du Koweït 2002
- Al-Hilal FC - Champion d'Arabie saoudite 2001-2002
- Al Nasr Dubaï (forfait) - 8e du championnat des Émirats arabes unis 2001-2002
- Al Oruba Sur - Champion d'Oman 2001-2002
- Qatar Sports Club - Vice-champion du Qatar 2001-2002
- Al Muharraq Club - Champion du Bahrein 2002

## Compétition
| Rang | Équipe                | Pts | J | G | N | P | Bp | Bc | Diff |  | Résultats (▼ dom., ► ext.) |  |     |     |     |     |
| ---- | --------------------- | --- | - | - | - | - | -- | -- | ---- |  | -------------------------- |  | --- | --- | --- | --- |
| 1    | Al Arabi Koweit       | 8   | 4 | 2 | 2 | 0 | 4  | 2  | +2   |  | Al Arabi Koweit            |  | 2-1 | 1-0 | 0-0 | 1-1 |
| 2    | Al Muharraq Club      | 7   | 4 | 2 | 1 | 1 | 5  | 3  | +2   |  | Al Muharraq Club           |  |     | 1-1 | 1-0 | 2-0 |
| 3    | Al-Hilal FC           | 7   | 4 | 2 | 1 | 1 | 5  | 3  | +2   |  | Al-Hilal FC                |  |     |     | 2-1 | 2-0 |
| 4    | Al Oruba Sur          | 4   | 4 | 1 | 1 | 2 | 3  | 3  | 0    |  | Al Oruba Sur               |  |     |     |     | 2-0 |
| 5    | Qatar SC              | 1   | 4 | 0 | 1 | 3 | 1  | 7  | -6   |  | Qatar SC                   |  |     |     |     |     |
| 6    | Al Nasr Dubaï forfait |     |   |   |   |   |    |    |      |  |                            |  |     |     |     |     |

| Coupe des clubs champions du golfe Persique Al Arabi Koweit 2e titre |